# Natació sincronitzada al Campionat del Món de natació de 2015 – Rutina de solo tècnic
La prova de rutina de solo tècnic es va celebrar el 25 de juliol de 2015 a Kazan, Rússia. Tant la preliminar com la final es va disputar el mateix dia 25.

## Resultats
La preliminar es va disputar a les 09:00. i la final a les 17:30.

   *   Classificades
| Posició | Nedadora             | País            | Preliminar | Preliminar | Final     | Final   |
| Posició | Nedadora             | País            | Puntuació  | Posició    | Puntuació | Posició |
| ------- | -------------------- | --------------- | ---------- | ---------- | --------- | ------- |
| 1       | Svetlana Romaixina   | Rússia          | 94.3860    | 1          | 95.2680   | 1       |
| 2       | Ona Carbonell        | Espanya         | 91.4408    | 2          | 93.1284   | 2       |
| 3       | Sun Wenyan           | R.P. de la Xina | 91.3262    | 3          | 91.5479   | 3       |
| 4       | Anna Voloxina        | Ucraïna         | 90.0364    | 4          | 90.8912   | 4       |
| 5       | Yukiko Inui          | Japó            | 89.5851    | 5          | 90.7603   | 5       |
| 6       | Jacqueline Simoneau  | Canadà          | 88.0766    | 6          | 89.0237   | 6       |
| 7       | Linda Cerruti        | Itàlia          | 86.2072    | 7          | 86.2559   | 7       |
| 8       | Evangelia Platanioti | Grècia          | 84.9694    | 8          | 85.3727   | 8       |
| 9       | Mary Killman         | Estats Units    | 82.9311    | 10         | 84.5857   | 9       |
| 10      | Anastasia Gloushkov  | Israel          | 82.9353    | 9          | 84.3204   | 10      |
| 11      | Kang Un-ha           | Corea del Nord  | 80.2460    | 12         | 83.0956   | 11      |
| 12      | Estel-Anaïs Hubaud   | França          | 82.6548    | 11         | 83.0030   | 12      |
| 13      | Soňa Bernardová      | Txèquia         | 80.0377    | 13         |           |         |
| 14      | Nadine Brandl        | Àustria         | 79.4713    | 14         |           |         |
| 15      | Sascia Kraus         | Suïssa          | 78.5041    | 15         |           |         |
| 16      | Etel Sánchez         | Argentina       | 78.2419    | 16         |           |         |
| 17      | Eszter Czékus        | Hongria         | 76.5992    | 17         |           |         |
| 18      | Marlene Bojer        | Alemanya        | 76.2452    | 18         |           |         |
| 19      | Reem Wail            | Egipte          | 74.2780    | 19         |           |         |
| 20      | Hristina Damyanova   | Bulgària        | 72.8160    | 20         |           |         |
| 21      | Uhm Ji-wan           | Corea del Sud   | 70.6077    | 21         |           |         |
| 22      | Karla Loaiza         | Veneçuela       | 70.1050    | 22         |           |         |
| 23      | Cristy Alfonso       | Cuba            | 66.8716    | 23         |           |         |
| 24      | Kerry Norden         | Sud-àfrica      | 61.7306    | 24         |           |         |